# Bernard van Leer
Bernard van Leer (Amersfoort, 27 december 1883 – Den Haag, 6 januari 1958) was een Nederlands zakenman en industrieel. Hij was de oprichter van Van Leer's Vatenfabriek, een fabriek van verpakkingsmiddelen met het accent op olievaten, die tot wereldconcern uitgroeide.
Van Leer kwam uit een familie van joodse handelslieden. Hij was de zoon van Willem van Leer en Cato Kalker. Ook zijn vader was koopman en handelsreiziger, zij het een weinig succesvolle.
Van Leer huwde op 15 augustus 1912 met Polly Rubens, dochter van een Amsterdams commissionair. Het echtpaar kreeg twee zoons, Wim en Oscar.

## Loopbaan

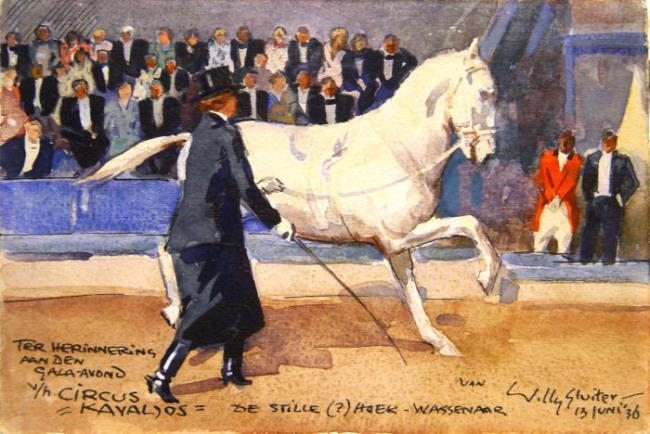
Circus Kavaljos (1936)

Op school presteerde Van Leer niet uitzonderlijk, waardoor hij op zijn veertiende ging werken bij Automatic Screw Works te Nijmegen. In 1902 ging hij werken bij bouwmaterialenhandel D.S.M. Kalker te Amsterdam. In 1902 stapte hij over naar de handelsfirma R.S. Stokvis. Hier maakte hij carrière en hij werd leider van de vestiging in Amsterdam. Toch stapte hij in 1918 op en begon voor zichzelf.
In 1919 richtte hij NV Van Leer's Verenigde Fabrieken op, de bundeling van enkele verpakkingsfabriekjes die hij had opgekocht. Het succes was niet groot, maar toen hij een licentie sloot met een Amerikaans bedrijf en aldus een nieuw type vatsluiting in Europa mocht verkopen, haalde hij vanaf 1929 grote orders binnen bij de Bataafse Petroleum Maatschappij, later Shell, voor lekvrije oliedrums.
Nu was hij de leider van een concern. Hij besteedde ook veel tijd en geld aan zijn hobby's. Het betrof de dressuur van paarden en het circus. In 1935 liet hij een verplaatsbaar saloncircus bouwen, het Circus Kavaljos, waarin hijzelf optrad tezamen met een aantal amateurs zoals personeels- en familieleden. Soms vertolkten dezen zelfs de rol van leeuw of beer. Opbrengsten van de voorstellingen gingen naar goede doelen.

## Bezetting
Tijdens de bezetting kreeg Van Leer het moeilijk door de rassenpolitiek van de nazi's. Hij probeerde zijn fabrieken aan Mannesmann te verkopen alvorens ze onteigend zouden worden. Hij verkocht ze onder de marktwaarde. Hij mocht in ruil, samen met enkele familieleden, met zijn circus naar de VS vertrekken. Dit werd mogelijk op 23 juni 1941 en op 22 juli 1941 kwam hij in New York aan. Hij kocht een landhuis in Briarcliff Manor, trad met zijn paarden zelfs op in de Radio City Music Hall, maar moest het circus wegens geldgebrek staken, daar de Nederlandse regering in Londen hem wantrouwde en zijn tegoeden bevroor. Na de bevrijding ondervond hij nog tegenstand van deze zijde, want in 1948 moest hij zijn gedrag verantwoorden voor de afdeling Collaboratie van de Politieke Recherche. In januari 1949 werd hij onvoorwaardelijk vrijgesproken.

## Naoorlogse periode
Van Leer vestigde zich te Luzern. Hij stierf in 1958 en zijn stoffelijk overschot werd naar Jeruzalem gebracht om daar begraven te worden. Zijn vermogen had hij testamentair ter beschikking gesteld van een op te richten stichting, de Bernard van Leer Foundation.

## Externe bron
- Biografisch Woordenboek van Nederland